# Kőmíves Sándor (színművész, 1897–1980)
Kőmíves Sándor, 1914-ig Grünbaum Sándor, névváltozat: Kömives (Budapest, Józsefváros, 1897. március 19. – Budapest, 1980. november 13.) magyar színész, érdemes és kiváló művész.

## Családja
Színészcsaládból származott, apja Baumann Károly ismert népdalénekes és színész volt, anyja Kőmíves Jolán. Nagyapja Kőmíves Imre színész, színműíró, nagyanyja Lukács Anna színésznő voltak. Testvérei: Kőmives Rezső színész, Kőmives Tibor és Olivér vásári árus, és bohóc, nővére: Kőmíves Erzsi színésznő lett. 1939 decemberében házasságot kötött Munkácsy Irénnel, Ódry Árpád színművész lányával, a Vígszínház segédrendezőjével. Gyermekeik ifj. Kőmíves Sándor (1940–2006) színész, Borbála (1943–2015) és Mária (1949–).

## Életpályája
A Kereskedelmi Akadémián érettségizett 1914-ben, majd hivatalnoki pályára lépett, az albertfalvai repülőgépgyárban volt tisztviselő. Azután díjnok lett a kultuszminisztériumban. Az első világháború alatt katonáskodott, majd kedvét követve Budapesten színésszé lett. Első fellépése George du Maurier Trilby című regényének Gecko szerepe volt 1919-ben a Budafoki Színkörben. Félévig Óbudán működött, majd Kiss Árpádnál Ungvárt és Munkácson. 1924 szeptemberétől a Magyar Színház tagja volt. 1936-ban Debrecenbe került Horváth Árpádhoz, 1938-tól a Vígszínházban lépett fel. 1945-től 1948-ig a Belvárosi és a Nemzeti Színházban játszott, 1951-től haláláig pedig a Madách Színház művésze volt. Gyakorlatilag minden szerepkörben feltűnt, vidéken operettbuffó és táncos-komikus, ugyanakkor drámák főszereplője és kiváló epizodista is volt. Egyszerű eszközökkel tudott tragikus sorsokat is érzékeltetni. Gyakori szereplője volt a Magyar Rádió hangjátékainak. (Az egyik legnépszerűbb, általa megformált figura: Moha bácsi, a törpe volt.) Számos filmben és tévéjátékban szerepelt.

## Fontosabb színházi szerepei
- Doolittle (George Bernard Shaw: Pygmalion)
- Orgon (Molière: Tartuffe)
- Ariste (Molière: A férjek iskolája)
- Damis (Molière: Kotnyelesek)
- Csebutikin (Anton Pavlovics Csehov: Három nővér)
- Rank doktor (Henrik Ibsen: Nóra)
- Lőrinc barát (William Shakespeare: Rómeó és Júlia)
- Shylock (William Shakespeare: A velencei kalmár)
- I. Sírásó (William Shakespeare: Hamlet)
- Pantalone (Carlo Goldoni: A hazug)
- Bubnov (Makszim Gorkij: Éjjeli menedékhely)
- Valkay, tanár úr (Móricz Zsigmond: Légy jó mindhalálig)
- Polgármester (Móricz Zsigmond: Rokonok)
- Szilvai professzor (Szigligeti Ede: Liliomfi)
- Slim (John Steinbeck: Egerek és emberek)
- Halál (Robert Merle: Sisyphus és a halál)
- Limai püspök (Prosper Mérimée: A művésznő hintaja)
- Öreg kegyelmes (Heltai Jenő: Az orvos és a halál)

## Filmográfiája

### Játékfilmek
- A nőnek mindig sikerül (1939) – Morgorán, Merilla mostohaapja
- Fűszer és csemege (1939) – Sperber Vilmos, vezérigazgató
- Beáta és az ördög (1940) – Háziorvos
- Gül Baba (1940) – Gül Baba
- Mária két éjszakája (1940) – Csutora András falukutató
- Sarajevo (1940) – Orosz tiszt
- Néma kolostor (1941) – Horsetzky Frigyes báró
- Vissza az úton (1941)
- Beszterce ostroma (1948) – Pribényi, Apolka gyámja
- Egy asszony elindul (1948) – Jóska, mérnök
- Janika (1949) – Kerta Gábor, a „Színházi Világ” munkatársa
- Szabóné (1949) – Az üzemi bizottság tagja
- Kis Katalin házassága (1950) – Anyakönyvvezető
- Becsület és dicsőség (1951) – Jóna Gyula
- Déryné (1951) – Asztalos
- Föltámadott a tenger 1-2. (1953) – Móga
- Életjel (1954) – Balogh István
- Gábor diák (1955) – Gül Baba
- Jól megjárta (1955, rövid játékfilm)
- Kati és a vadmacska (1955) – Narrátor (hang)
- Óh, pestiek! (1955, rövid játékfilm) – Aki nem meri megszólítani a szemetelőket
- Veszélyes lejtő (1955) – Kisfőnök a gyárban
- Mindenki iskolája (1956, rövid játékfilm)
- Nem igaz (1956, rövid játékfilm)
- Égi madár (1957) – Orvos
- Házipatika (1957, rövid játékfilm) – Orvos
- Külvárosi legenda (1957) – Id. Ambrus István
- Csempészek (1958)
- Különös küldemény (1958, rövid játékfilm) – (hang)
- A harminckilences dandár (1959) – Varga János
- Égrenyíló ablak (1959)
- Gyalog a mennyországba (1959) – Lőrincz barátot játszó színész
- Merénylet (1959)
- Szegény gazdagok (1959) – Orvos
- Szerelem csütörtök (1959)
- Fűre lépni szabad (1960) – Professzor
- Virrad (1960)
- Májusi fagy (1961)
- Nem ér a nevem (1961) – Horgász (műbútorasztalos, üdülővendég a SZOT üdülőben)
- Angyalok földje (1962) – Egyleti tag II.
- Bálvány (1963) – Öreg bányász
- Férjhez menni tilos (1963) – Ebrő atya
- Ha egyszer húsz év múlva (1964) – Zsidó fogoly
- Játék a múzeumban (1965)
- A koppányi aga testamentuma (1967) – Kádi
- Lássátok feleim (1967) – Plébános
- Utószezon (1967) – Lauffer
- Egri csillagok 1-2. (1968) – Öregember Cecey házánál
- Feldobott kő (1968) – Géza bácsi
- Keresztelő (1968) – Órásmester
- Virágvasárnap (1969) – Rabbi
- Hahó, Öcsi! (1971) – Művezető
- Prés (1971) – Tábornok
- Nyulak a ruhatárban (1972) – Lajcsi bácsi
- Szarvassá vált fiúk (1973) – Börtönőr
- Végül (1974) – Sakkozó
- Haladék (1980) – Valentik bácsi, Bori kollégája

### Tévéfilmek, televíziós sorozatok
- 1919 május (1959) – Vörösőr parancsnok
- A csodakalap (1959) – Messzi Gyurka
- A nagy ékszerész (1959) – Öreg betörő
- Vihar a Sycamore utcában (1959) – Mr. Harkness
- A legyező (1960) – Del Cedro báró
- Az államügyész (1960)
- Kisunokám (1960) – Okajomov professzor
- Zsuzsi (1960) – Hajdú, Zsuzsi apja
- A negyedik (1961) – Orvos
- A szaxofon (1961) – Kirchfeld úr, anyakönyvvezető
- Szoba a hegyen (1961) – Laci bácsi
- Autókaland (1962)
- Elektra (1962) – Nevelő
- Fáklyaláng (1962) – Csányi László, közlekedési miniszter
- Felnőttek iskolája (1963) – Iskolaigazgató
- A Tenkes kapitánya (1964) – Rózsa nagyapja (12. részben)
- Hűség (1964)
- Lajos király válik (1964) – Phoebus
- Mici néni harmadik élete (1964)
- Kristóf, a magánzó (1965) – Öreg szaki
- Hétköznapi történet 1-2. (1966)
- Igen-nem királykisasszony (1966) – Udvarmester
- Az élő Antigoné (1968)
- Bánk bán (1968) – Mihál bán
- Hamis Nero (1968)
- Hosszú levél (1968) – Főtanácsos
- Az ember tragédiája (1969)
- Iphigenia Auliszban (1969)
- Bors II. (1970)
- A fekete város 1-7. (1971) – Luzsénszky, a megyegyűlés levezető korelnöke Görgőn
- Rózsa Sándor (1971) – Öreg paraszt
- Széchenyi meggyilkoltatása (1971)
- A megjavult adófelügyelő és más történetek (1972)
- Angyal a karddal (1972)
- György barát 1-3. (1972) – Rendfőnök
- Aranyborjú 1-3. (1973)
- Átmenő forgalom (1973)
- Die Tausenderreportage (1973) – Vajda
- Keménykalap és krumpliorr 1-4. (1973)
- Hannibál utolsó útja (1974)
- Kínai kancsó (1974)
- Látogatók és útitársak (1974)
- Méz a kés hegyén (1974)
- Törökországból nincsen visszatérés (1974)
- Volpone (1974) – Carbaccio
- A sas meg a sasfiók (1975)
- Bach Arnstadtban (1975) – Dietrich Buxtehude lübecki orgonista
- Barátom Bonca (1975) – Fafaragó
- II. Richárd (1975) – Edmund of Langley, York hercege
- A Pheidiász-per (1976)
- Az ajtón kívül (1976)
- Beszterce ostroma (1976)
- Blanka (1976)
- Daruszegi vasárnapok (1976) – Plébános
- Robog az úthenger 1-6. (1976) – Jó kedélyű öregember
- Földünk és vidéke (1977)
- Galilei (1977)
- Kalaf és Turandot története (1977) – Timur
- Oedipus király (1977)
- A táltosfiú és a világfa (1978) – Sámán apa
- Áramütés (1978) – Beteg a kórházban
- Halálos csapás (1978)
- Holló a hollónak (1978)
- Lear király (1978) – Aggastyán
- Nyaklánc (1978)
- Tengerre néző cellák (1978)
- Testvérpár (1978)
- Vendéglátás (1980)

### Rajz- és bábfilmek
- Dugasz Matyi birodalma (1966) (hang)
- Mézga Aladár különös kalandjai (1972) – További szereplők (hang)
- Vízipók-csodapók I. (1974) – Rákapó (hang)

## Szinkronszerepei

### Filmek
| Év   | Cím                                                          | Szereplő                    | Színész                   | Szinkron év |
| ---- | ------------------------------------------------------------ | --------------------------- | ------------------------- | ----------- |
| 1937 | Lenin októbere                                               | N/A                         | N/A                       | 1951        |
| 1937 | Zola élete                                                   | N/A                         | N/A                       | 1963        |
| 1938 | A nagy hazafi                                                | Dubok                       | Aleksandr Zrazsevszkij    | 1950        |
| 1938 | A nagy tűzfény                                               | N/A                         | N/A                       | 1951        |
| 1938 | Viborgi városrész                                            | N/A                         | N/A                       | 1952        |
| 1939 | Óz, a csodák csodája (1. magyar szinkron)                    | Henry bácsi                 | Charley Grapewin          | 1960        |
| 1940 | A bagdadi tolvaj                                             | Az öreg király              | Morton Selten             | 1980        |
| 1943 | Madame Curie                                                 | Jean Perot professzor       | Albert Bassermann         | 1964        |
| 1944 | Végzetes éjszaka                                             | Veszelovskij, a nagypapa    | Vlagyimir Leonov          | 1949        |
| 1945 | Kék rapszódia                                                | Franck professzor           | Albert Bassermann         | 1972        |
| 1946 | Hősök hajója                                                 | N/A                         | N/A                       | 1949        |
| 1947 | Dr. Pirogov                                                  | Dr. Pirogov                 | Konsztantin Szkorobogator | 1949        |
| 1948 | Egy igaz ember                                               | Vorobjev felügyelő          | Nyikolaj Bogoljubov       | 1951        |
| 1949 | Alekszandr Popov                                             | N/A                         | N/A                       | 1950        |
| 1949 | Találkozás az Elbán                                          | Otto Dietrich professzor    | Yuri Yurovsky             | 1950        |
| 1950 | Muszorgszkij                                                 | N/A                         | N/A                       | 1951        |
| 1950 | Távol Moszkvától                                             | N/A                         | N/A                       | 1951        |
| 1950 | Zsukovszkij                                                  | N/A                         | N/A                       | 1951        |
| 1952 | A gőgös hercegnő                                             | Az éjféli birodalom királya | Stanislav Neumann         | 1963        |
| 1952 | A nagy muzsikus                                              | N/A                         | N/A                       | 1953        |
| 1952 | Toledói szerelmesek                                          | N/A                         | N/A                       | 1964        |
| 1953 | Julius Caesar (1. magyar szinkron)                           | Jövendőmondó                | Richard Hale              | 1961        |
| 1954 | Erősebb az éjszakánál                                        | N/A                         | N/A                       | 1955        |
| 1954 | Fából épült falu                                             | Peter Púpava, bíró          | Samuel Adamcík            | 1955        |
| 1954 | Keresem az igazságot                                         | N/A                         | N/A                       | 1955        |
| 1954 | Titokzatos hajóroncs                                         | ?                           | ?                         | 1954        |
| 1954 | Viharban nőttek fel                                          | N/A                         | N/A                       | 1955        |
| 1955 | Botocskám, üss!                                              | Öreg                        | Frantisek Smolík          | 1960        |
| 1955 | Elárult szerelem                                             | Migla                       | Žanis Kopštals            | 1956        |
| 1955 | Othello                                                      | A velencei dózse            | Mihail Trojanovszkij      | 1956        |
| 1955 | Vízkereszt                                                   | N/A                         | N/A                       | 1956        |
| 1956 | Halhatatlan garnizon                                         | N/A                         | N/A                       | 1957        |
| 1956 | Patkányfogó                                                  | ?                           | ?                         | 1958        |
| 1956 | Svejk, a derék katona                                        | N/A                         | N/A                       | 1957        |
| 1957 | Fecske küldetése                                             | N/A                         | N/A                       | 1958        |
| 1957 | Fekete arany                                                 | N/A                         | N/A                       | 1958        |
| 1957 | Fiú a delfinen                                               | N/A                         | N/A                       | 1973        |
| 1957 | Svejk, a derék katona 2.                                     | Pásztor                     | Jaroslav Vojta            | 1958        |
| 1959 | A kutyás hölgy                                               | N/A                         | N/A                       | 1960        |
| 1959 | A vár titka                                                  | Eldosztu                    | Mamedrza Sejhzamanov      | 1961        |
| 1959 | Az utolsó és az első nap                                     | Giorgi                      | Szergo Zakariadze         | 1960        |
| 1959 | Emberi sors (1. magyar szinkron)                             | Ivan                        | Pavel Volkov              | 1959        |
| 1959 | Kezedben az élet                                             | N/A                         | N/A                       | 1960        |
| 1959 | Magány                                                       | Esterka                     | Samuel Adamcík            | 1960        |
| 1959 | Meghasonlás                                                  | N/A                         | N/A                       | 1960        |
| 1959 | Stuart Mária                                                 | Talbot, Shrewsbury grófja   | Heinz Moog                | 1970        |
| 1959 | Szülői ház                                                   | Avgyej nagyapa              | Nyikolaj Novljanszkij     | 1959        |
| 1960 | A komédiás (1. magyar szinkron)                              | Billy Rice                  | Roger Livesey             | 1970        |
| 1960 | Különleges megbízatás                                        | N/A                         | N/A                       | 1960        |
| 1960 | Öt töltényhüvely                                             | N/A                         | N/A                       | 1961        |
| 1961 | A két ’N’ úr                                                 | N/A                         | N/A                       | 1962        |
| 1961 | A világ minden aranya (1. magyar szinkron)                   | N/A                         | N/A                       | 1962        |
| 1961 | Az utolsó ítélet (2. magyar szinkron)                        | ?                           | ?                         | 1979        |
| 1961 | Ítélet Nürnbergben (1. magyar szinkron)                      | Werner Lampe, védőbíró      | Torben Meyer              | 1965        |
| 1961 | Láng az utcákon                                              | Mr. Palmer, Jacko apja      | Wilfrid Brambell          | 1964        |
| 1961 | Malachiás csodája                                            | N/A                         | N/A                       | 1962        |
| 1961 | Meglepetés a cirkuszban                                      | Kuzma                       | Georgij Vicin             | 1962        |
| 1961 | Zendülő fiatalok                                             | N/A                         | N/A                       | 1962        |
| 1962 | A maffia parancsára (1. magyar szinkron)                     | Pap a földeladásnál         | N/A                       | 1964        |
| 1962 | Kilenc óra Ráma oltáráig                                     | Mahatma Gandhi              | J. S. Casshyap            | 1977        |
| 1963 | Rózsaszín párduc 1.: A rózsaszín párduc (1. magyar szinkron) | N/A                         | N/A                       | 1977        |
| 1964 | Becket                                                       | ?                           | ?                         | 1972        |
| 1964 | Hamlet                                                       | Pap                         | Ants Lauter               | 1964        |
| 1964 | Volt egy ilyen legény (2. magyar szinkron)                   | N/A                         | N/A                       | 1979        |
| 1965 | Az inkák kincse                                              | Anciano                     | Carlo Tamberlani          | 1970        |
| 1965 | Rendkívüli megbízatás                                        | N/A                         | N/A                       | 1967        |
| 1966 | A lalvari vadász                                             | N/A                         | N/A                       | 1967        |
| 1967 | Három topolyafa                                              | N/A                         | N/A                       | 1969        |
| 1967 | Trójában nem lesz háború                                     | N/A                         | N/A                       | 1969        |
| 1968 | A Karamazov testvérek (1. magyar szinkron)                   | Szamszonov                  | Andrej Abrikoszov         | 1969        |
| 1968 | Az örök fiatalság birodalma                                  | N/A                         | N/A                       | 1970        |
| 1968 | Ne búsulj!                                                   | ?                           | ?                         | 1970        |
| 1969 | A vad gyerek (1. magyar szinkron)                            | Az öreg Remy                | Paul Villé                | 1977        |
| 1969 | Bonivur szíve                                                | Zsilin                      | Ivan Pereverzev           | 1971        |
| 1969 | Elátkozottak (1. magyar szinkron)                            | N/A                         | N/A                       | 1973        |
| 1970 | Grisa őrmester                                               | N/A                         | N/A                       | 1970        |
| 1970 | Kis nagy ember (1. magyar szinkron)                          | Vén Bőrvadász               | Chief Dan George          | 1973        |
| 1970 | Mesélő körhinta                                              | Jóna                        | Ivan Lapikov              | 1973        |
| 1970 | Uraim, megöltem Einsteint! (1. magyar szinkron)              | ?                           | ?                         | 1970        |
| 1971 | Bajaja herceg (1. magyar szinkron)                           | N/A                         | N/A                       | 1974        |
| 1971 | Csoda olasz módra (1. magyar szinkron)                       | N/A                         | N/A                       | 1972        |
| 1971 | Kezed melegével                                              | N/A                         | N/A                       | 1972        |
| 1972 | Fedőneve: Jégmadár                                           | N/A                         | N/A                       | 1973        |
| 1972 | Öreg hangászok                                               | N/A                         | N/A                       | 1976        |
| 1972 | Ruszlán és Ludmilla                                          | Vlagyimir herceg            | Andrej Abrikoszov         | 1974        |
| 1972 | Tizenkét hónap                                               | ?                           | ?                         | 1975        |
| 1973 | Keserű csokoládé                                             | Idős férfi                  | Ugo D’Alessio             | 1975        |
| 1974 | Kínai negyed                                                 | Mulwray kertésze            | Jerry Fujikawa            | 1979        |
| 1975 | Egyetlenem                                                   | N/A                         | N/A                       | 1977        |
| 1975 | Megtalálták a 7. századot                                    | Francia tábornok            | Robert Dalban             | 1978        |
| 1976 | A dominó-elv                                                 | Ruiz kapitány               | Jay Novello               | 1978        |
| 1977 | Etűdök gépzongorára                                          | Ivan Ivanovics Trileckij    | Pavel Kadocsnyikov        | 1980        |
| 1977 | Mimino                                                       | N/A                         | N/A                       | 1978        |

### Sorozatok
| Év   | Cím               | Szereplő                   | Színész             | Szinkron év |
| ---- | ----------------- | -------------------------- | ------------------- | ----------- |
| 1967 | A Forsyte Saga    | Nicholas Forsyte           | Kynaston Reeves     | 1970        |
| 1968 | A zord folyó 1-4. | Danyila Prohorovics Gromov | Afanaszij Kocsetkov | 1971        |
| 1971 | A juharlevél      | Bouchord                   | Gratien Gélinas     | 1976        |

### Rajzfilmek
| Év   | Cím                                    | Szereplő                | Szinkronhang       | Szinkron év |
| ---- | -------------------------------------- | ----------------------- | ------------------ | ----------- |
| 1939 | Gulliver utazásai (1. magyar szinkron) | N/A                     | N/A                | 1963        |
| 1940 | Pinokkió (1. magyar szinkron)          | Geppetto                | Christian Rub      | 1962        |
| 1957 | A hókirálynő (1. magyar szinkron)      | Ole Lukoje              | Vlagyimir Gribkov  | 1958        |
| 1968 | Sárga tengeralattjáró                  | Öreg Fred / Fiatal Fred | Lance Percival     | 1977        |
| 1977 | Hüvelyk Matyi                          | Matyi apja              | Nyikolaj Szergejev | 1979        |
| 1977 | Vadhattyúk                             | Tudós                   | N/A                | 1979        |

## Hangjáték, rádió
- Ivan Turgenyev: A huncut vidéki asszony (1946)
- Victor Eftimiu: Prometheus (1947)
- Kosztolányi Dezső: Aranysárkány (1948)
- Abezgous-Brustein: Az elvarázsolt festmény (1949)
- Rácz György: A kővendég (1949)
- Szentgyörgyi Elvira: Háráp Álb (1951)
- Bélley Pál: A bolygók hajósa (1952)
- Halász Péter: 800 csille szén (1952)
- Herbert Tank: A 49. Hosszúsági fokon (1952)
- Székely Júlia: Kutuzov tábornok (1952)
- Baróti Géza: Szalonkocsi (1953)
- Hunyady József: A nép tudósa (1953)
- Shaw, George Bernard: Szerelmi házasság (1953)
- Vajda István: Oxigén (1954)
- Jiràsek, Alois: Husz és Zsiska (1956)
- Maltz, Albert: Tüzes nyíl (1959)
- Sándor István: Kölcsey (1960)
- Euripidész: Alkésztisz (1961)
- Hollós Korvin Lajos: Hunyadi (1961)
- Maurice Maeterlinck: A kék madár (1961)
- Sós György: Igaz legenda (1961)
- Vörösmarty Mihály: A bujdosók (1963)
- Rodari-Sardarelli: A vágy füve (1964)
- Arisztophanész: Az akharnaibeliek (1965)
- Bálint Ágnes: Szeleburdiék nyaralnak (1965)
- Fésűs Éva: A csodálatos nyúlcipő (1965)
- Kántor Zsuzsa: "Csalánba nem üt a mennykő" (1965)
- Gáspár Margit: Memento (1969)
- Hárs László: Hol voltam, hol nem voltam... (1970)
- Stendhal: A besanconi vádlott (1972)
- Enyedy György: A tréfás kedvű hóember (1973)
- Török Tamás: Sihaha Sebestyén füstölgése (1973)
- Dahl-Lundberg: A lyukasztós bérlet (1974)
- Karinthy Frigyes: Mennyei riport (1974)
- Victor Hugo: 1793 (1974)
- Gyárfás Miklós: Egy úr Khalkisz felé (1975)
- Jókai Mór: Az új földesúr (1975)
- Mándy Iván: Ha köztünk vagy, Holman Endre (1975)
- Vihar Béla: A kék tündér hídja (1975)
- Az ember hivattatása - misztérium (1976)
- Cibula, Václav: Közönséges szombat (1977)
- Pedro Calderon de la Barca: Úrnő és komorna (1977)
- Aghajan, Kazarosz: Anahit (1978)
- Zola, Emile: Mouret abbé vétke (1978)
- SOKFÉLE...a hiúságról (1980)

## Díjai, elismerései
- Érdemes művész (1957)
- Kiváló művész (1961)